# Gano Dunn
Gano Dunn (Yorkville, Manhattan, 18 de outubro de 1870 – 10 de abril de 1953) foi presidente da Cooper Union, e CEO do Conselho Nacional de Pesquisa dos Estados Unidos.:8

## Vida e educação
Filho do veterano da guerra civil general N. Gano Dunn e Amelia Sillick, Gano Dunn nasceu em Yorkville (Manhattan).
Em 1891 Dunn recebeu o primeiro grau em engenharia elétrica pela Universidade Columbia.
Dunn foi presidente do Instituto Americano de Engenheiros Eletricistas, de 1911 a 1912.

## Invenções
Gano Dunn inventou e patenteou diversos dispositivos eletrônicos e mecânicos.
- «US design patent D0027098 : Frame for Dynamo»
- «US Patents by Inventor Gano S Dunn». Consultado em 5 de março de 2016

## Legado
Em 1955 James A. Healy e Harris A. Dunn, em memória de Gano, doaram à biblioteca do Colby College um exemplar raro da Crônica de Nuremberg de 1491.:78